# Mettertijd een vuur
Mettertijd een vuur is een hoorspel van Günter Kunert. Mit der Zeit ein Feuer werd op 19 mei 1971 door de Rundfunk der DDR uitgezonden. Martin Mooij vertaalde het en de NCRV zond het uit op zondag 8 oktober 1972. De regisseur was Wim Paauw. Het hoorspel duurde 57 minuten.

## Rolbezetting
- Paul Deen (verteller)
- Han Bentz van den Berg (Albrecht Dürer)
- Bert Dijkstra (Pirkheimer)
- Siem Vroom (Scheurl)
- Gijsbert Tersteeg (Osiander)
- Jan Wegter (Luther)

## Inhoud
In januari 1505, kort voor het uitbreken van de Duitse Boerenoorlog, vindt in Neurenberg een proces tegen drie jonge mannen plaats, dat de geschiedenis is ingegaan als het "proces tegen de drie goddeloze schilders". De aanklacht luidt: ketterij, minachting voor de overheid en verspreiding van de leer van Thomas Müntzer. De drie zijn leerlingen van de Neurenbergse meester Albrecht Dürer. De auteur heeft brieven, dagboeken, aantekeningen en akten bestudeerd en geconsulteerd. Daaruit groeide een kroniek van de laatste levensfase van Dürer.